# Іваненки (Нововодолазький район)
Іваненки — колишнє село в Нововодолазькому районі Харківської області, підпорядковувалося Нововодолазькій селищній раді.
Дата зникнення невідома.
Село прилягало до Просяного, за 2 км — Запорізьке, Лихове, Новоселівка, поруч — автошляхи E108 й М18.

## Принагідно
- Мапіо